# The Vagrant
The Vagrant is een Amerikaanse komische horrorfilm uit 1992, geregisseerd door Chris Walas, met in de hoofdrollen Bill Paxton, Michael Ironside en Marshall Bell.

## Plot
Nadat hij zijn intrek genomen heeft in een nieuw huis wordt financieel bediende Graham Krakowski (Bill Paxton) gek van een dakloze man (Marshall Bell) die aan de overkant van de straat kampeert. Na verloop van tijd begint Graham aan zijn eigen mentale gezondheid te twijfelen en wanneer er twee moorden plaatsvinden vreest hij dat hij zelf wel eens de dader zou kunnen zijn.

## Rolverdeling
| Acteur             | Personage        |
| ------------------ | ---------------- |
| Bill Paxton        | Graham Krakowski |
| Michael Ironside   | Lt. Ralf Barfuss |
| Marshall Bell      | The Vagrant      |
| Colleen Camp       | Judy Dansig      |
| Marc McClure       | Chuck            |
| Stuart Pankin      | Mr. Feemster     |
| Patrika Darbo      | Doattie          |
| Ken Love           | Buzz             |
| Mitzi Kapture      | Edie Roberts     |
| Derek Mark Lochran | Det. Lackson     |
| Teddy Wilson       | X-Rays           |
| Mildred Brion      | Mrs. Howler      |
| Allan Berne        | Mr. Polkowisz    |
| Katherine Gosney   | Mrs. Krakowski   |
| Nick Young         | Guard            |
| Lance Brady        | Sheriff          |

## Release en ontvangst
The Vagrant bracht in totaal een schamele 5900 dollar op aan de kassa in de acht bioscoopzalen waar de film vertoond werd. De film was slechts één week in de bioscoop. In de pers werd de film afgekraakt door de recensenten.